# Amorphophallus sizemoreae
Amorphophallus sizemoreae là một loài thực vật có hoa trong họ Ráy (Araceae). Loài này được Hett. mô tả khoa học đầu tiên năm 2001.